# 昌福寺 (韮崎市)
昌福寺（しょうふくじ）は、山梨県韮崎市中田町中条にある曹洞宗の寺院。

## 歴史
創建年代は不明である。当初は真言宗の寺院であったが、1566年（永禄9年）に弁寅春存によって中興された際に曹洞宗に転宗した。

## 観音堂
当寺から約200メートル南南西に観音堂がある。元々は廃寺「護国山忠孝寺」の堂宇であったが、1692年（元禄5年）に現在地に移転した。
この観音堂には、「十一面観音」「伝馬頭観音」「梵天」の像がある。736年（天平8年）、行基によって作られたといわれているが、実際には平安時代の作である。3体とも山梨県の文化財に指定されている。これらは秘仏で、かつては33年に一度の開帳であったが、現在は年1回の開帳となっている

## 文化財
- 木造十一面観音立像（山梨県指定有形文化財 昭和34年2月9日指定）[3]
- 木造伝馬頭観音立像（山梨県指定有形文化財 昭和34年2月9日指定）[3]
- 木造梵天立像（山梨県指定有形文化財 昭和34年2月9日指定）[3]

## 交通アクセス
- 新府駅より徒歩16分。